# Gran Premio di superbike di Misano Adriatico 2006
Il Gran Premio di superbike di Misano Adriatico 2006 è stato la sesta prova su dodici del campionato mondiale Superbike 2006, disputato il 25 giugno sul circuito di Misano, in gara 1 ha visto la vittoria di Troy Bayliss davanti a James Toseland e Yukio Kagayama, la gara 2 è stata vinta da Andrew Pitt che ha preceduto Alex Barros e Noriyuki Haga.
La vittoria nella gara valevole per il campionato mondiale Supersport 2006 è stata ottenuta da Massimo Roccoli, mentre la gara della Superstock 1000 FIM Cup viene vinta da Alessandro Polita e quella del campionato Europeo della classe Superstock 600 da Davide Giugliano.

## Risultati

### Gara 1

#### Arrivati al traguardo[6]
| Pos. | Nº  | Pilota              | Squadra                     | Motocicletta       | Giri | Tempo     | Griglia | Punti |
| ---- | --- | ------------------- | --------------------------- | ------------------ | ---- | --------- | ------- | ----- |
| 1º   | 21  | Troy Bayliss        | Ducati Xerox                | Ducati 999 F06     | 25   | 40:06.480 | 7º      | 25    |
| 2º   | 52  | James Toseland      | Winston Ten Kate Honda      | Honda CBR 1000RR   | 25   | +0:06.943 | 1º      | 20    |
| 3º   | 71  | Yukio Kagayama      | Alstare Suzuki Corona Extra | Suzuki GSXR1000 K6 | 25   | +0:10.141 | 10º     | 16    |
| 4º   | 4   | Alex Barros         | Klaffi Honda                | Honda CBR 1000RR   | 25   | +0:15.017 | 11º     | 13    |
| 5º   | 41  | Noriyuki Haga       | Yamaha Motor Italia WSB     | Yamaha YZF R1      | 25   | +0:15.376 | 6º      | 11    |
| 6º   | 55  | Régis Laconi        | PSG-1 Kawasaki Corse        | Kawasaki ZX10R     | 25   | +0:16.763 | 9º      | 10    |
| 7º   | 57  | Lorenzo Lanzi       | Ducati Xerox                | Ducati 999 F06     | 25   | +0:23.857 | 8º      | 9     |
| 8º   | 10  | Fonsi Nieto         | PSG-1 Kawasaki Corse 2      | Kawasaki ZX10R     | 25   | +0:34.167 | 14º     | 8     |
| 9º   | 11  | Rubén Xaus          | Sterilgarda - Berik         | Ducati 999 F05     | 25   | +0:35.254 | 17º     | 7     |
| 10º  | 3   | Norifumi Abe        | Yamaha Motor France-Ipone   | Yamaha YZF R1      | 25   | +0:35.335 | 22º     | 6     |
| 11º  | 31  | Karl Muggeridge     | Winston Ten Kate Honda      | Honda CBR 1000RR   | 25   | +0:39.423 | 20º     | 5     |
| 12º  | 16  | Sébastien Gimbert   | Yamaha Motor France-Ipone   | Yamaha YZF R1      | 25   | +0:39.609 | 19º     | 4     |
| 13º  | 15  | Fabien Foret        | Alstare Eng. Corona Extra   | Suzuki GSXR1000 K6 | 25   | +0:39.755 | 18º     | 3     |
| 14º  | 13  | Vittorio Iannuzzo   | Celani Team Suzuki Italia   | Suzuki GSXR1000 K6 | 25   | +0:44.065 | 27º     | 2     |
| 15º  | 44  | Roberto Rolfo       | Ducati SC - Caracchi        | Ducati 999 F05     | 25   | +0:48.495 | 15º     | 1     |
| 16º  | 88  | Andrew Pitt         | Yamaha Motor Italia WSB     | Yamaha YZF R1      | 25   | +0:48.587 | 3º      |       |
| 17º  | 8   | Ivan Clementi       | Team Pedercini              | Ducati 999 RS      | 25   | +0:50.158 | 25º     |       |
| 18º  | 25  | Joshua Brookes      | Kawasaki Bertocchi          | Kawasaki ZX10R     | 25   | +0:52.883 | 28º     |       |
| 19º  | 66  | Norino Brignola     | Team Guandalini             | Ducati 999 RS      | 25   | +1:00.319 | 26º     |       |
| 20º  | 7   | Pierfrancesco Chili | D.F.X. Treme                | Honda CBR 1000RR   | 25   | +1:13.185 | 23º     |       |
| 21º  | 18  | Craig Jones         | Foggy Petronas Racing       | Petronas FP1       | 25   | +1:15.929 | 29º     |       |
| 22º  | 105 | Lorenzo Alfonsi     | PN Corse                    | Ducati 999 RS      | 25   | +1:16.972 | 30º     |       |

#### Ritirati
| Nº | Pilota             | Squadra                     | Motocicletta       | Giri | Griglia |
| -- | ------------------ | --------------------------- | ------------------ | ---- | ------- |
| 69 | Gianluca Nannelli  | D.F.X. Treme                | Honda CBR 1000RR   | 17   | 24º     |
| 99 | Steve Martin       | Foggy Petronas Racing       | Petronas FP1       | 16   | 4º      |
| 1  | Troy Corser        | Alstare Suzuki Corona Extra | Suzuki GSXR1000 K6 | 15   | 2º      |
| 9  | Chris Walker       | PSG-1 Kawasaki Corse        | Kawasaki ZX10R     | 12   | 5º      |
| 20 | Marco Borciani     | Sterilgarda - Berik         | Ducati 999 F05     | 12   | 21º     |
| 84 | Michel Fabrizio    | D.F.X. Treme                | Honda CBR 1000RR   | 7    | 12º     |
| 38 | Shin'ichi Nakatomi | Yamaha Motor France-Ipone   | Yamaha YZF R1      | 2    | 13º     |

### Gara 2

#### Arrivati al traguardo[7]
| Pos. | Nº | Pilota             | Squadra                     | Motocicletta       | Giri | Tempo     | Griglia | Punti |
| ---- | -- | ------------------ | --------------------------- | ------------------ | ---- | --------- | ------- | ----- |
| 1º   | 88 | Andrew Pitt        | Yamaha Motor Italia WSB     | Yamaha YZF R1      | 25   | 40:18.671 | 3º      | 25    |
| 2º   | 4  | Alex Barros        | Klaffi Honda                | Honda CBR 1000RR   | 25   | +0:02.717 | 11º     | 20    |
| 3º   | 41 | Noriyuki Haga      | Yamaha Motor Italia WSB     | Yamaha YZF R1      | 25   | +0:06.559 | 6º      | 16    |
| 4º   | 9  | Chris Walker       | PSG-1 Kawasaki Corse        | Kawasaki ZX10R     | 25   | +0:07.100 | 5º      | 13    |
| 5º   | 71 | Yukio Kagayama     | Alstare Suzuki Corona Extra | Suzuki GSXR1000 K6 | 25   | +0:07.276 | 10º     | 11    |
| 6º   | 84 | Michel Fabrizio    | D.F.X. Treme                | Honda CBR 1000RR   | 25   | +0:13.916 | 12º     | 10    |
| 7º   | 57 | Lorenzo Lanzi      | Ducati Xerox                | Ducati 999 F06     | 25   | +0:14.148 | 8º      | 9     |
| 8º   | 52 | James Toseland     | Winston Ten Kate Honda      | Honda CBR 1000RR   | 25   | +0:15.065 | 1º      | 8     |
| 9º   | 11 | Rubén Xaus         | Sterilgarda - Berik         | Ducati 999 F05     | 25   | +0:15.434 | 17º     | 7     |
| 10º  | 15 | Fabien Foret       | Alstare Eng. Corona Extra   | Suzuki GSXR1000 K6 | 25   | +0:20.579 | 18º     | 6     |
| 11º  | 10 | Fonsi Nieto        | PSG-1 Kawasaki Corse 2      | Kawasaki ZX10R     | 25   | +0:21.440 | 14º     | 5     |
| 12º  | 21 | Troy Bayliss       | Ducati Xerox                | Ducati 999 F06     | 25   | +0:23.417 | 7º      | 4     |
| 13º  | 3  | Norifumi Abe       | Yamaha Motor France-Ipone   | Yamaha YZF R1      | 25   | +0:25.602 | 22º     | 3     |
| 14º  | 31 | Karl Muggeridge    | Winston Ten Kate Honda      | Honda CBR 1000RR   | 25   | +0:26.088 | 20º     | 2     |
| 15º  | 44 | Roberto Rolfo      | Ducati SC - Caracchi        | Ducati 999 F05     | 25   | +0:26.712 | 15º     | 1     |
| 16º  | 13 | Vittorio Iannuzzo  | Celani Team Suzuki Italia   | Suzuki GSXR1000 K6 | 25   | +0:33.556 | 27º     |       |
| 17º  | 99 | Steve Martin       | Foggy Petronas Racing       | Petronas FP1       | 25   | +0:34.766 | 4º      |       |
| 18º  | 38 | Shin'ichi Nakatomi | Yamaha Motor France-Ipone   | Yamaha YZF R1      | 25   | +0:37.406 | 13º     |       |
| 19º  | 55 | Régis Laconi       | PSG-1 Kawasaki Corse        | Kawasaki ZX10R     | 25   | +0:40.146 | 9º      |       |
| 20º  | 8  | Ivan Clementi      | Team Pedercini              | Ducati 999 RS      | 25   | +0:47.341 | 25º     |       |
| 21º  | 18 | Craig Jones        | Foggy Petronas Racing       | Petronas FP1       | 25   | +0:59.560 | 29º     |       |

#### Ritirati
| Nº  | Pilota              | Squadra                     | Motocicletta       | Giri | Griglia |
| --- | ------------------- | --------------------------- | ------------------ | ---- | ------- |
| 20  | Marco Borciani      | Sterilgarda - Berik         | Ducati 999 F05     | 15   | 21º     |
| 66  | Norino Brignola     | Team Guandalini             | Ducati 999 RS      | 13   | 26º     |
| 69  | Gianluca Nannelli   | D.F.X. Treme                | Honda CBR 1000RR   | 12   | 24º     |
| 105 | Lorenzo Alfonsi     | PN Corse                    | Ducati 999 RS      | 11   | 30º     |
| 25  | Joshua Brookes      | Kawasaki Bertocchi          | Kawasaki ZX10R     | 10   | 28º     |
| 7   | Pierfrancesco Chili | D.F.X. Treme                | Honda CBR 1000RR   | 9    | 23º     |
| 1   | Troy Corser         | Alstare Suzuki Corona Extra | Suzuki GSXR1000 K6 | 7    | 2º      |
| 16  | Sébastien Gimbert   | Yamaha Motor France-Ipone   | Yamaha YZF R1      | 4    | 19º     |

### Supersport

#### Arrivati al traguardo
| Pos. | Nº  | Pilota              | Squadra                     | Motocicletta    | Giri | Tempo     | Griglia | Punti |
| ---- | --- | ------------------- | --------------------------- | --------------- | ---- | --------- | ------- | ----- |
| 1º   | 55  | Massimo Roccoli     | Yamaha Team Italia          | Yamaha YZF R6   | 23   | 37'55.059 | 3º      | 25    |
| 2º   | 61  | Simone Sanna        | Megabike Honda              | Honda CBR 600RR | 23   | +0.242    | 2º      | 20    |
| 3º   | 23  | Broc Parkes         | Yamaha Motor Germany        | Yamaha YZF R6   | 23   | +4.936    | 1º      | 16    |
| 4º   | 94  | David Checa         | Yamaha - GMT 94             | Yamaha YZF R6   | 23   | +6.492    | 4º      | 13    |
| 5º   | 127 | Robbin Harms        | Stiggy Motorsports          | Honda CBR 600RR | 23   | +9.805    | 11º     | 11    |
| 6º   | 11  | Kevin Curtain       | Yamaha Motor Germany        | Yamaha YZF R6   | 23   | +10.147   | 14º     | 10    |
| 7º   | 45  | Gianluca Vizziello  | Yamaha Team Italia          | Yamaha YZF R6   | 23   | +13.168   | 5º      | 9     |
| 8º   | 54  | Kenan Sofuoğlu      | Winston Ten Kate Honda      | Honda CBR 600RR | 23   | +14.740   | 9º      | 8     |
| 9º   | 116 | Johan Stigefelt     | Dark Dog Stiggy Motorsports | Honda CBR 600RR | 23   | +16.107   | 13º     | 7     |
| 10º  | 12  | Javier Forés        | SLM Racing                  | Yamaha YZF R6   | 23   | +19.665   | 7º      | 6     |
| 11º  | 8   | Maxime Berger       | Gil Motor Sport             | Kawasaki ZX6RR  | 23   | +19.835   | 10º     | 5     |
| 12º  | 37  | William De Angelis  | Intermoto Czech Klaffi      | Honda CBR 600RR | 23   | +24.121   | 12º     | 4     |
| 13º  | 18  | Matthieu Lagrive    | Intermoto Czech Klaffi      | Honda CBR 600RR | 23   | +24.221   | 16º     | 3     |
| 14º  | 28  | Arie Vos            | Winston Ten Kate Honda      | Honda CBR 600RR | 23   | +25.557   | 23º     | 2     |
| 15º  | 6   | Mauro Sanchini      | Bikersdays Yamaha Moto 1    | Yamaha YZF R6   | 23   | +26.474   | 15º     | 1     |
| 16º  | 77  | Barry Veneman       | Hoegee Suzuki               | Suzuki GSX 600R | 23   | +27.740   | 19º     |       |
| 17º  | 76  | Bernat Martínez     | Edo Racing                  | Yamaha YZF R6   | 23   | +39.390   | 18º     |       |
| 18º  | 38  | Grégory Leblanc     | Vazy Racing                 | Honda CBR 600RR | 23   | +41.744   | 25º     |       |
| 19º  | 9   | Alessio Corradi     | Bikersdays Yamaha Moto 1    | Yamaha YZF R6   | 23   | +48.806   | 22º     |       |
| 20º  | 25  | Tatu Lauslehto      | Dark Dog Stiggy Motorsports | Honda CBR 600RR | 23   | +49.145   | 29º     |       |
| 21º  | 145 | Sébastien Le Grelle | Legrelle - Honda Belgium    | Honda CBR 600RR | 23   | +55.007   | 26º     |       |
| 22º  | 27  | Tom Tunstall        | Hardinge Ice Valley M.      | Honda CBR 600RR | 23   | +55.424   | 33º     |       |

#### Ritirati
| Nº | Pilota               | Squadra                     | Motocicletta    | Giri | Griglia |
| -- | -------------------- | --------------------------- | --------------- | ---- | ------- |
| 73 | Christian Zaiser     | LBR Ducati Racing           | Ducati 749 R    | 14   | 8º      |
| 68 | David Forner         | Tati Team Beaujolais Racing | Yamaha YZF R6   | 12   | 34º     |
| 60 | Vladimir Ivanov      | Vector Racing               | Yamaha YZF R6   | 11   | 21º     |
| 88 | Julien Enjolras      | Tati Team Beaujolais Racing | Yamaha YZF R6   | 11   | 30º     |
| 26 | Alessandro Antonello | Kawasaki Bertocchi          | Kawasaki ZX6RR  | 10   | 17º     |
| 57 | Luka Nedog           | Manila Grace SC             | Ducati 749 R    | 10   | 32º     |
| 15 | Andrea Berta         | SLM Racing                  | Yamaha YZF R6   | 9    | 28º     |
| 5  | Alessio Velini       | Umbria Bike                 | Yamaha YZF R6   | 8    | 27º     |
| 32 | Yoann Tiberio        | Megabike Honda              | Honda CBR 600RR | 5    | 6º      |
| 99 | Sebastiano Zerbo     | RG Team                     | Yamaha YZF R6   | 2    | 24º     |
| 17 | Miguel Praia         | Team Parkalgar              | Honda CBR 600RR | 1    | 20º     |

### Superstock 1000

#### Arrivati al traguardo
| Pos. | Nº | Pilota             | Squadra                   | Motocicletta      | Giri | Tempo     | Griglia | Punti |
| ---- | -- | ------------------ | ------------------------- | ----------------- | ---- | --------- | ------- | ----- |
| 1º   | 53 | Alessandro Polita  | Celani Suzuki Italia      | Suzuki GSX1000 K6 | 15   | 24'48.301 | 3º      | 25    |
| 2º   | 86 | Ayrton Badovini    | Biassono - Unionbike      | MV Agusta         | 15   | +6.602    | 1º      | 20    |
| 3º   | 9  | Luca Scassa        | EVR Corse Ormeni Racing   | MV Agusta         | 15   | +9.519    | 2º      | 16    |
| 4º   | 26 | Brendan Roberts    | HP Racing                 | Suzuki GSX1000 K6 | 15   | +10.777   | 7º      | 13    |
| 5º   | 77 | Claudio Corti      | Yamaha Team Italia        | Yamaha YZF R1     | 15   | +18.127   | 4º      | 11    |
| 6º   | 16 | Enrique Rocamora   | RG Team                   | Yamaha YZF R1     | 15   | +19.192   | 13º     | 10    |
| 7º   | 73 | Simone Saltarelli  | PMS Corse                 | Kawasaki ZX 10R   | 15   | +31.703   | 18º     | 9     |
| 8º   | 96 | Matěj Smrž         | MS Racing                 | Honda CBR 1000RR  | 15   | +31.965   | 17º     | 8     |
| 9º   | 47 | Richard Cooper     | MS Racing                 | Honda CBR 1000RR  | 15   | +32.011   | 15º     | 7     |
| 10º  | 5  | Riccardo Chiarello | Lightspeed Kawasaki Supp. | Kawasaki ZX 10R   | 15   | +33.028   | 8º      | 6     |
| 11º  | 42 | Alex Martinez      | PMS Corse                 | Kawasaki ZX 10R   | 15   | +34.306   | 12º     | 5     |
| 12º  | 15 | Matteo Baiocco     | Umbria Bike               | Yamaha YZF R1     | 15   | +35.749   | 16º     | 4     |
| 13º  | 17 | Cedric Tangre      | Yohann Motor Sport        | Suzuki GSX1000 K6 | 15   | +36.451   | 19º     | 3     |
| 14º  | 24 | Marko Jerman       | MD Team Jerman            | Suzuki GSX1000 K6 | 15   | +37.936   | 26º     | 2     |
| 15º  | 99 | Danilo Dell'Omo    | T.C.M. Team Cruciani Moto | Suzuki GSX1000 K6 | 15   | +43.021   | 6º      | 1     |
| 16º  | 10 | Giuseppe Natalini  | Team Trasimeno            | Yamaha YZF R1     | 15   | +52.125   | 29º     |       |
| 17º  | 55 | Olivier Depoorter  | Autophone Racing          | Yamaha YZF R1     | 15   | +53.986   | 31º     |       |
| 18º  | 39 | Mattia Angeloni    | Puccetti Racing           | Yamaha YZF R1     | 15   | +56.408   | 28º     |       |
| 19º  | 41 | Nick Henderson     | Beowulf Motorsport.com    | Suzuki GSX1000 K6 | 15   | +57.189   | 24º     |       |
| 20º  | 12 | Leonardo Biliotti  | EVR Corse Ormeni Racing   | MV Agusta         | 15   | +59.111   | 20º     |       |
| 21º  | 90 | Diego Ciavattini   | Team Trasimeno            | Yamaha YZF R1     | 15   | +1'00.742 | 23º     |       |
| 22º  | 35 | Allard Kerkhoven   | Oliveira Suzuki           | Suzuki GSX1000 K6 | 15   | +1'02.879 | 32º     |       |
| 23º  | 14 | Mauro Belliero     | Azione Corse              | Honda CBR 1000RR  | 15   | +1'02.897 | 30º     |       |
| 24º  | 18 | Eric van Bael      | SRC Racing                | Suzuki GSX1000 K6 | 15   | +1'39.606 | 34º     |       |

#### Ritirati
| Nº  | Pilota              | Squadra                | Motocicletta      | Giri | Griglia |
| --- | ------------------- | ---------------------- | ----------------- | ---- | ------- |
| 28  | Sepp Vermonden      | Racing Dirk Van Mol    | Suzuki GSX1000 K6 | 14   | 21º     |
| 154 | Tommaso Lorenzetti  | Azione Corse           | Honda CBR 1000RR  | 13   | 11º     |
| 11  | Denis Sacchetti     | PSG-1 Kawasaki Corse   | Kawasaki ZX 10R   | 13   | 9º      |
| 34  | Mark Pollock        | EMS Racing             | Suzuki GSX1000 K6 | 12   | 25º     |
| 45  | Gianluca Rapicavoli | Unionbike GiMotosports | MV Agusta         | 9    | 27º     |
| 8   | Loic Napoleone      | Celani Suzuki Italia   | Suzuki GSX1000 K6 | 6    | 5º      |
| 44  | Roberto Lunadei     | 44 Racing              | Yamaha YZF R1     | 4    | 10º     |
| 32  | Sheridan Morais     | EMS Racing             | Suzuki GSX1000 K6 | 4    | 14º     |
| 82  | Giuseppe Cedroni    | Azione Corse           | Honda CBR 1000RR  | 3    | 33º     |

### Superstock 600

#### Arrivati al traguardo
| Pos. | Nº  | Pilota                  | Squadra                     | Motocicletta    | Giri | Tempo     | Griglia | Punti |
| ---- | --- | ----------------------- | --------------------------- | --------------- | ---- | --------- | ------- | ----- |
| 1º   | 10  | Davide Giugliano        | Lightspeed Kawasaki Supp.   | Kawasaki ZX6RR  | 10   | 17'16.347 | 3º      | 25    |
| 2º   | 19  | Xavier Siméon           | Alstare Suzuki Corona Extra | Suzuki GSX 600R | 10   | +0.005    | 2º      | 20    |
| 3º   | 59  | Niccolò Canepa          | Ducati Xerox Junior         | Ducati 749 R    | 10   | +0.760    | 1º      | 16    |
| 4º   | 47  | Eddi La Marra           | Team Trasimeno              | Yamaha YZF R6   | 10   | +2.040    | 7º      | 13    |
| 5º   | 8   | Andrea Antonelli        | Junior Team Italia Honda    | Honda CBR 600RR | 10   | +2.320    | 4º      | 11    |
| 6º   | 24  | Daniele Beretta         | DBG Racing                  | Suzuki GSX 600R | 10   | +3.059    | 6º      | 10    |
| 7º   | 89  | Domenico Colucci        | Ducati Xerox Junior         | Ducati 749 R    | 10   | +6.131    | 10º     | 9     |
| 8º   | 7   | Renato Costantini       | Junior Team Italia Honda    | Honda CBR 600RR | 10   | +6.269    | 5º      | 8     |
| 9º   | 39  | Raffaele Filice         | MRC Racing                  | Yamaha YZF R6   | 10   | +12.084   | 8º      | 7     |
| 10º  | 41  | Gregory Junod           | TKR Suzuki Switzerland      | Suzuki GSX 600R | 10   | +16.978   | 9º      | 6     |
| 11º  | 69  | Ondřej Ježek            | Gold Fren Team Erinac       | Kawasaki ZX6RR  | 10   | +17.154   | 11º     | 5     |
| 12º  | 77  | Barry Burrell           | MS Racing                   | Honda CBR 600RR | 10   | +17.381   | 21º     | 4     |
| 13º  | 56  | Daniel Sutter           | Peko Racing                 | Honda CBR 600RR | 10   | +17.695   | 17º     | 3     |
| 14º  | 44  | Cristiano Erbacci       | 44 Racing                   | Yamaha YZF R6   | 10   | +22.329   | 15º     | 2     |
| 15º  | 37  | Andrzej Chmielewski     | Trasimeno Junior            | Yamaha YZF R6   | 10   | +22.551   | 27º     | 1     |
| 16º  | 21  | Franck Millet           | Millet Racing Yamaha J.     | Yamaha YZF R6   | 10   | +22.962   | 12º     |       |
| 17º  | 84  | Bostjan Pintar          | Inotherm Racing             | Yamaha YZF R6   | 10   | +23.513   | 18º     |       |
| 18º  | 30  | Michaël Savary          | Millet Racing Yamaha J.     | Yamaha YZF R6   | 10   | +23.626   | 23º     |       |
| 19º  | 26  | Will Gruy               | Trasimeno Junior            | Yamaha YZF R6   | 10   | +26.661   | 20º     |       |
| 20º  | 34  | Alexander Lundh         | Stiggy Motorsports          | Honda CBR 600RR | 10   | +27.125   | 28º     |       |
| 21º  | 38  | Marco Bussolotti        | Celani Suzuki Italia        | Suzuki GSX 600R | 10   | +29.603   | 19º     |       |
| 22º  | 99  | Roy Ten Napel           | Lian Products Racing        | Yamaha YZF R6   | 10   | +29.734   | 13º     |       |
| 23º  | 79  | Luiz Silva Neto         | Millet Racing Yamaha 2      | Yamaha YZF R6   | 10   | +30.702   | 26º     |       |
| 24º  | 88  | Mads Odin Hodt          | Hodt As Racing              | Yamaha YZF R6   | 10   | +32.596   | 32º     |       |
| 25º  | 199 | Gregg Black             | Vazy Racing                 | Honda CBR 600RR | 10   | +35.393   | 25º     |       |
| 26º  | 31  | Lennart van Houwelingen | Some Racing                 | Suzuki GSX 600R | 10   | +35.584   | 30º     |       |
| 27º  | 32  | Robert Gianfardoni      | RG Team                     | Suzuki GSX 600R | 10   | +36.179   | 31º     |       |
| 28º  | 16  | Chris Northover         | Mist Suzuki                 | Suzuki GSX 600R | 10   | +44.147   | 35º     |       |
| 29º  | 12  | Davide Caldart          | PSG-1 Kawasaki Corse J.     | Kawasaki ZX6RR  | 10   | +44.446   | 24º     |       |
| 30º  | 20  | Jan Prudik              | Intermoto Czech Klaffi      | Honda CBR 600RR | 10   | +44.693   | 29º     |       |
| 31º  | 55  | Vincent Lonbois         | SRC Racing                  | Suzuki GSX 600R | 10   | +44.804   | 36º     |       |
| 32º  | 28  | Yannick Guerra          | Holiday Gym                 | Yamaha YZF R6   | 10   | +45.722   | 34º     |       |
| 33º  | 18  | Matt Bond               | Mist Suzuki                 | Suzuki GSX 600R | 10   | +56.449   | 33º     |       |

#### Ritirati
| Nº | Pilota               | Squadra                 | Motocicletta   | Giri | Griglia |
| -- | -------------------- | ----------------------- | -------------- | ---- | ------- |
| 11 | Leonardo Pedoni      | Moto 1                  | Yamaha YZF R6  | 7    | 22º     |
| 33 | Alessandro Colatosti | PSG-1 Kawasaki Corse J. | Kawasaki ZX6RR | 4    | 16º     |
| 58 | Gabriel Berclaz      | Berclaz Racing          | Yamaha YZF R6  | 0    | 14º     |